# مبدأ المانح والمستقبل
مبدأ المانح والمستقبِل هي عملية كيميائية يتم فيها انتقال جسيم (إلكترون مثلا) من أحد الأطراف المتفاعلة (مانح) إلى طرف ثان مشترك في التفاعل (مستقبل).

## امثلة
احد امثلة مبدأ مانح - مستقبل (لانتقال بروتون ) نجده في تفاعل بين حمض وقلوي (البروتون هو نواة الهيدروجين H ). في هذا التفاعل يكون الحمض هو المانح ، وهو يعطي بروتون إلى القلوي ، طبقا للمعادلة التفاعل التالية :
{\displaystyle {\ce {H2SO4 + 2NaOH -> 2H2O + Na2SO4}}}
في هذا التفاعل يمنح حمض الكبريتيك H2SO4 بروتونين H2 إلى جزيء هيدروكسيل OH (المستقبل) فيرتبطا ببعضهم البعض وينتج جزيئي الماء H2O ، وفي نفس الوقت يرتبط أيون السلفات SO4 بذرتي الصوديوم 2Na ويكونان سويا سلفات الصوديوم (أو كبريتات الصوديوم).

توضيح طريقة عمل بطارية الرصاص : القطب الموجب من أكسيد الرصاص ، والقطب السالب لوح من الرصاص. عند توصيل القطبين من الخارج تمر الإلكترونات من لوح الرصاص إلى لوح أكسيد الرصاص ، أما في المحلول فتمر الإلكترونات من لوح أكسيد الرصاص إلى لوح الرصاص وبذلك تكتمل الدائرة.

ومثال لمنح إلكترون في تفاعل أكسدة-اختزال 
حيث ينتقل إلكترون من مادة مختزِلة (مانح) إلى مادة مؤكسِدة (مستقبل). ومثلا يشكل مركم الرصاص تطبيقا لهذا المبدأ : ذرة الرصاص (هي مانحة إلكترون) وتعطي خلال عملية أكسدة إلكترونين إلى أيون رصاص رباعي التكافؤ فيُختزل . وتنشأ بذلك اثنين من أيونات الرصاص مشحونتين مما يتسبب في سريان تيار كهربائي في هذا التفاعل العكسي وتنتج طاقة كهربية.
{\displaystyle {\ce {Pb_{(s)}{}+ PbO2 + 2H2SO4 -> 2PbSO4 + 2H2O}}}
في هذا التفاعل تعطي ذرة الرصاص Pb_{(s)} (المانح) إلكترونين إلى جزيئي الكبريتات SO4 (المستقبل) فيتحدا مكونين جزيئين من كبريتات الرصاص PbSO4 ، كما يتكون جزيئين من الماء 2H2O .
(ملحوظة: جرت العادة تاريخيا على أن التيار الكهربي يمر من القطب الموجب إلى القطب السالب - فلم يكن يعرف العلماء وقت ذلك الإلكترون - وبعد ذلك اتضح أن الإلكترونات هي التي تنقل الشحنة الكهربية ، وبالتالي التيار الكهربائي «الحقيقي» يمر من السالب إلى الموجب ، أي في عكس الاتجاه المصطلح عليه.)

## اقرأ أيضا
- مانح بروتون
- مستقبل إلكترون
- شبه موصل